# Michael Piller
Michael Piller (Port Chester, 30 de maio de 1948 – Los Angeles, 1 de novembro de 2005) foi um roteirista e produtor de televisão norte-americano, mais famoso por suas contribuições à franquia Star Trek.

## Infância e início
Piller nasceu em Port Chester, Nova Iorque. Com sua mãe sendo uma letrista musical e seu pai um roteirista de Hollywood, ele planejou ser um roteirista também desde cedo. Entretanto, um palestrante universitário o desencorajou, e ele começou a trabalhar como um jornalista para a CBS News em Nova Iorque, a WBTV em Charlotte, Carolina do Norte, e a WBBM-TV em Chicago, Illinois. No final da década de 1970, Piller se mudou para Los Angeles, Califórnia, se tornando um censor na unidade de drama e documentário da CBS. No início da década de 1980, ele começou a escrever vários roteiros para a televisão e, depois de vender um roteiro para Cagney & Lacey e outro para Simon & Simon, Piller conseguiu uma posição na equipe de roteiristas de Simon & Simon, trabalhando na série por três anos e eventualmente se tornando um produtor.

## Star Trek
Em 1989, um telefonema para Maurice Hurley, um amigo que havia liderado a equipe de roteiristas de Star Trek: The Next Generation durante seu segundo ano, levou Piller a escrever o roteiro do primeiro episódio da terceira temporada da série, "Evolution". Depois de Michael Wagner, que havia concebido a história de "Evolution" junto com Piller, ter saído da liderança da equipe de roteiristas na terceira temporada, Piller foi convidado a assumir o cargo a partir do quinto episódio, "The Bounding". Durante os primeiros dois anos da série, a equipe de roteiristas estava infestada de problemas, com a equipe mudando continuamente; em um ano, Piller conseguiu formar uma equipe forte, algo que executivos anteriores não haviam conseguido fazer. Ele também mudou o foco das histórias de "alienígena da semana" ou "situação da semana" para histórias sobre as personagens, que muitos consideram como um momento de virada da série. Piller também implementou uma política de portas abertas para roteiros, permitindo que qualquer um enviasse suas histórias e ideias, algo que levou a alguns dos mais populares episódios da série, como o aclamado "Yesterday's Enterprise". The Next Generation durou sete anos, recebendo vários prêmios incluindo uma indicação ao Primetime Emmy Award de Melhor Série Dramática em sua última temporada. Ele recebeu crédito por vários episódio populares, como o duas partes "The Best of Both Worlds", que são frequentemente citados como dois dos melhores episódios do programa, e o também duas partes "Unification", que teve a aparição de Spock.
No final de 1991, quando a Paramount Pictures pediu para o produtor executivo Rick Berman criar uma nova série de Star Trek, ele pediua ajuda a Piller para desenvolver o novo programa. Star Trek: Deep Space Nine estreou em janeiro de 1993, com o episódio piloto, "Emissary", sendo escrito por Piller. Em 1994, Berman novamente recebeu a encomenda de uma nova série de Star Trek, que ajudaria a lançar o canal de televisão próprio da Paramount, a UPN. Berman mais uma vez pediu que Piller o ajudasse a desenvolver a série, criando em 1995, junto com Jeri Taylor, Star Trek: Voyager.
Em 1993, Piller recebeu um pedido para escrever um roteiro para o primeiro filme de The Next Generation, com os roteiristas Brannon Braga e Ronald D. Moore também recebendo o pedido, mas ele recusou. Em 1997, todavia, ele recebeu mais uma vez o pedido, desta vez aceitando e colaborando com Berman no roteiro de Star Trek: Insurrection.

## Morte
Piller morreu em 1 de novembro de 2005 de câncer de cabeça e pescoço em sua casa em Los Angeles. Ele deixou sua esposa Sandra e seus filhos Brent e Shawn. Sua última criação foi a série Wildfire para o canal ABC Family.